# Žarko Potočnjak
Žarko Potočnjak (Pakrac, 3. veljače 1946. – Zagreb, 21. listopada 2021.), bio je hrvatski kazališni, televizijski i filmski glumac.

## Životopis

### Karijera
Učio je zanat drvene brodogradnje kao srednjoškolac u Šibeniku. Upisao je studij brodogradnje, ali se na njemu zadržao samo 5 mjeseci. Završio je Akademiju za kazališnu i filmsku umjetnost 1972. godine. Za vrijeme studija imao je prvu profesionalnu ulogu u filmu “Prikupljanje hrabrosti” redatelja Eduarda Galića. Prvi anganžman dobio je u Kazalištu Komedija u Zagrebu.  Tamo je glumio u mjuziklima i rock-operama, uz glumu pjevao je i plesao. Nakon toga 18 godina bio je glumac u zagrebačkom kazalištu Gavella. Na poziv Georgija Para prešao je u zagrebački HNK, 1994. godine.  Sa Zlatkom Vitezom osnovao je glumačku družinu Rinoceros 1975. godine, a iste godine preimenovana je u Histrione. Snimio je 25 igranih filmova, a u njih 10 imao je glavnu ulogu. Glumio je u oko 30 tv-serija. Proslavio je 40 godina glumačke karijere 2008. godine. Igrao je u oko 150 kazališnih premijera. Osvojio je velik broj nagrada.

### Privatni život
Oženio se glumicom Asjom Jovanović 1983. godine, kada im se rodila i kćer Mirna. Za vrijeme Domovinskog rata bio je član 106. osječke brigade, bio je u protuzrakoplovnoj obrani te član umjetničke brigade.

## Filmografija

### Televizijske uloge
- "Nepokoreni grad" (1981.)
- "Lažeš, Melita" kao slikar Sjekira (1984.)
- "Inspektor Vinko" kao Čaplja (1984. – 1985.)
- "Smogovci" kao pripovjedač #2 i profesor Fabijan (1982. – 1986.)
- "Putovanje u Vučjak" (1986.)
- "Zagrljaj" (1988.)
- "Večernja zvona" kao Kruno (1988.)
- "Ptice nebeske" kao Motka (1989.)
- "Bitange i princeze" kao koordinator (2005.)
- "Nad lipom 35" kao Srećko Leš (2006. – 2009.)
- "Zauvijek susjedi" kao Đuro Ferdić (2008.)
- "Bračne vode" kao Goran (2008.)
- "Odmori se, zaslužio si" kao Cindrić (2006. – 2013.)
- "Stipe u gostima" kao Leo (2009.)
- "Najbolje godine" kao Božo Hajduk (2009. – 2011.)
- "Tito" (2010.)
- "Počivali u miru" kao Juraj Hrenović (2013.)
- "Crno-bijeli svijet" kao drug Miško (2015.)
- "Ko te šiša" kao Ivek (2018. – 2019.)

### Filmske uloge
- "Izbavitelj" (1976.)
- "Bombaški proces" kao Božičković (1978.)
- "Prijeki sud" (1978.)
- "Živi bili pa vidjeli" kao Maks (1979.)
- "Ponedjeljak" (1980.)
- "Gosti iz galaksije" kao Robert (1981.)
- "Vlastiti aranžman" (1982.)
- "Evo ti ga, mister Flips!" (1984.)
- "Eter" (1985.)
- "Unutarnje rezerve" kao Igor (1986.)
- "Večernja zvona" kao Kruno (1986.)
- "Glembajevi" kao Puba Fabriczy (1988.)
- "Ljeto za sjećanje" kao zubar (1990.)
- "Karneval, anđeo i prah" (1990.)
- "Vukovar se vraća kući" (1994.)
- "Novogodišnja pljačka" kao Franjo Matek Fantomaš (1997.)
- "Varalice" (1999.)
- "Srce nije u modi" kao pilot (2000.)
- "Policijske priče" (2001.)
- "Ajmo žuti" kao Kruno (2001.)
- "Kasni ručak" (2002.)
- "Duga ponoć" kao djed mraz (2003.)
- "Doktor ludosti" kao Ignjac Dobrohotić (2003.)
- "Duga mračna noć" kao Alojz (2004.)
- "Snivaj zlato moje" kao Maurović (2005.)
- "Trešeta" kao Šime (2006.)
- "Libertas" kao Lukarević (2006.)
- "Crveno i crno" kao Čarli (2006.)
- "Zagorka" kao Pasarić (2007.)
- "Pjevajte nešto ljubavno" kao Strujin otac (2007.)
- "Nije kraj" kao Kokotović (2008.)

### Sinkronizacija
- "Pinokio i car noći" kao Kradimir Drpić (2006.)
- "Garfield 2: Priča o dvije mačke" kao Winston [Bob Hoskins] (2006.)
- "Snjeguljica i sedam patuljaka" kao Stidljivko (2009.)
- "Planet 51" (2009.)
- "Ljepotica i zvijer 1" kao Knjižar (2010.)
- "Moj ljubimac Marmaduke" kao Cvebo i dalmatinac (2010.)
- "Medvjedić Winnie" kao Zec (2011.)
- "Auti 1, 2, 3" kao Šlep [Larry the cable guy] (2006., 2011., 2017.)
- "Čudovišta sa sveučilišta" kao Danko Tonković (2013.)
- "Juraj i hrabri vitezovi" kao Blucher (2013.)
- "Kuća velikog mađioničara" kao gdin. Lawrence (2013.)
- "Snježno kraljevstvo 1" kao Dida trol (2013.)
- "Zvončica i gusarska vila" kao Openheimer (2014.)
- "Prdoprah Doktora Proktora" kao Doktor Proktor (2014.)
- "Medvjedić Paddington 1" kao Gospodin Curry (2014.)
- "Čarobna kupka Doktora Proktora"  kao Doktor Proktor (2015.)
- "Violetta" (2015.)

## Vanjske poveznice
- Žarko Potočnjak u internetskoj bazi filmova IMDb-u (engl.)
- Stranica na HNK.hr  Arhivirana inačica izvorne stranice od 22. kolovoza 2010. (Wayback Machine)